# 汾陽県 (嵐県)
汾陽県（ふんよう-けん）は、中華人民共和国山西省にかつて存在した県。現在の呂梁市嵐県南部に相当する。
前漢により設置され、後漢により廃止された。